# Hermann Kretzschmar (Musikwissenschaftler)

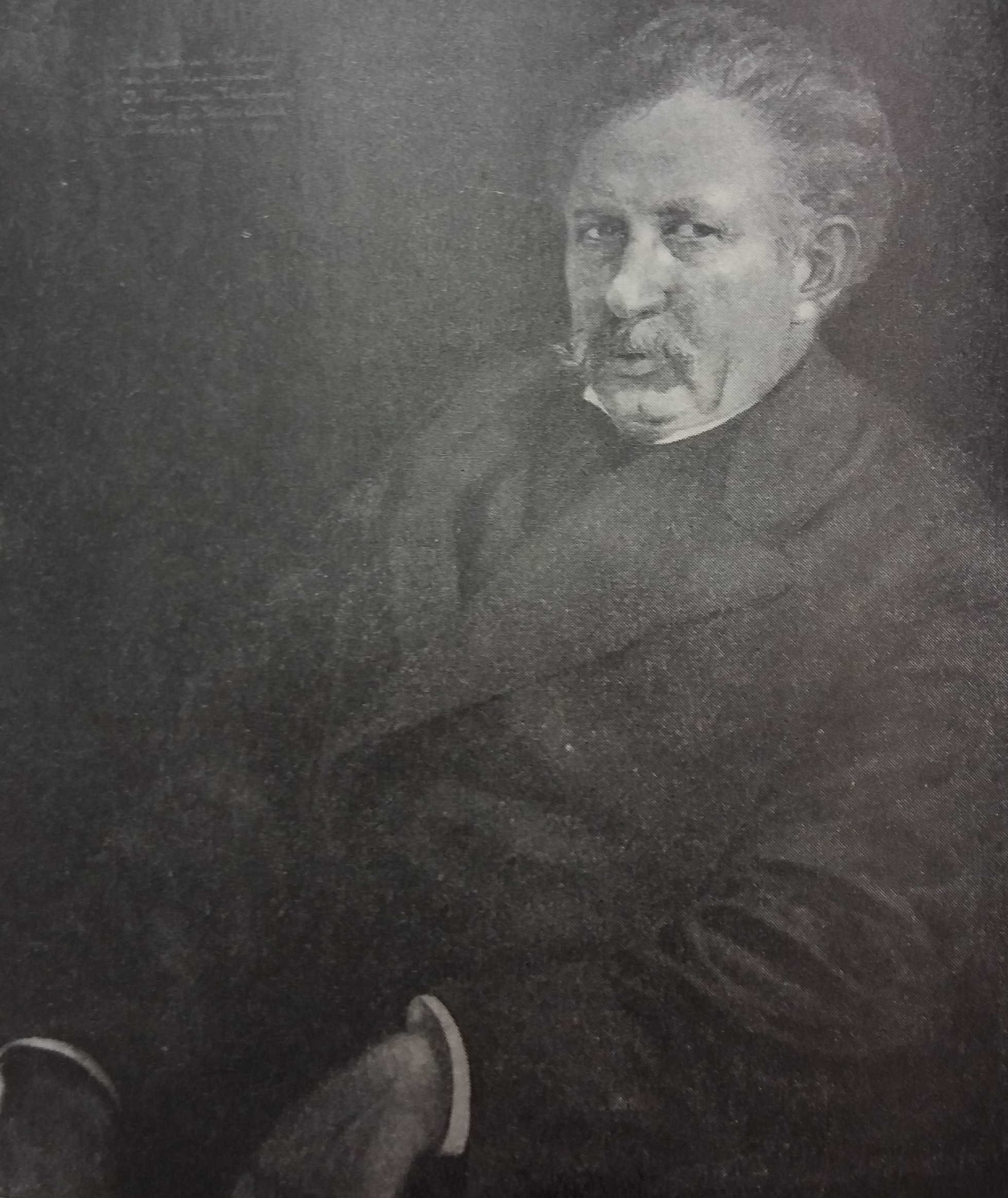
Walter Queck: Porträt Hermann Kretzschmar (1904)

August Ferdinand Hermann Kretzschmar (* 19. Januar 1848 in Olbernhau; † 10. Mai 1924 in Berlin) war ein deutscher Musikwissenschaftler. Er gilt als Begründer der Hermeneutik in der Musik.

## Leben

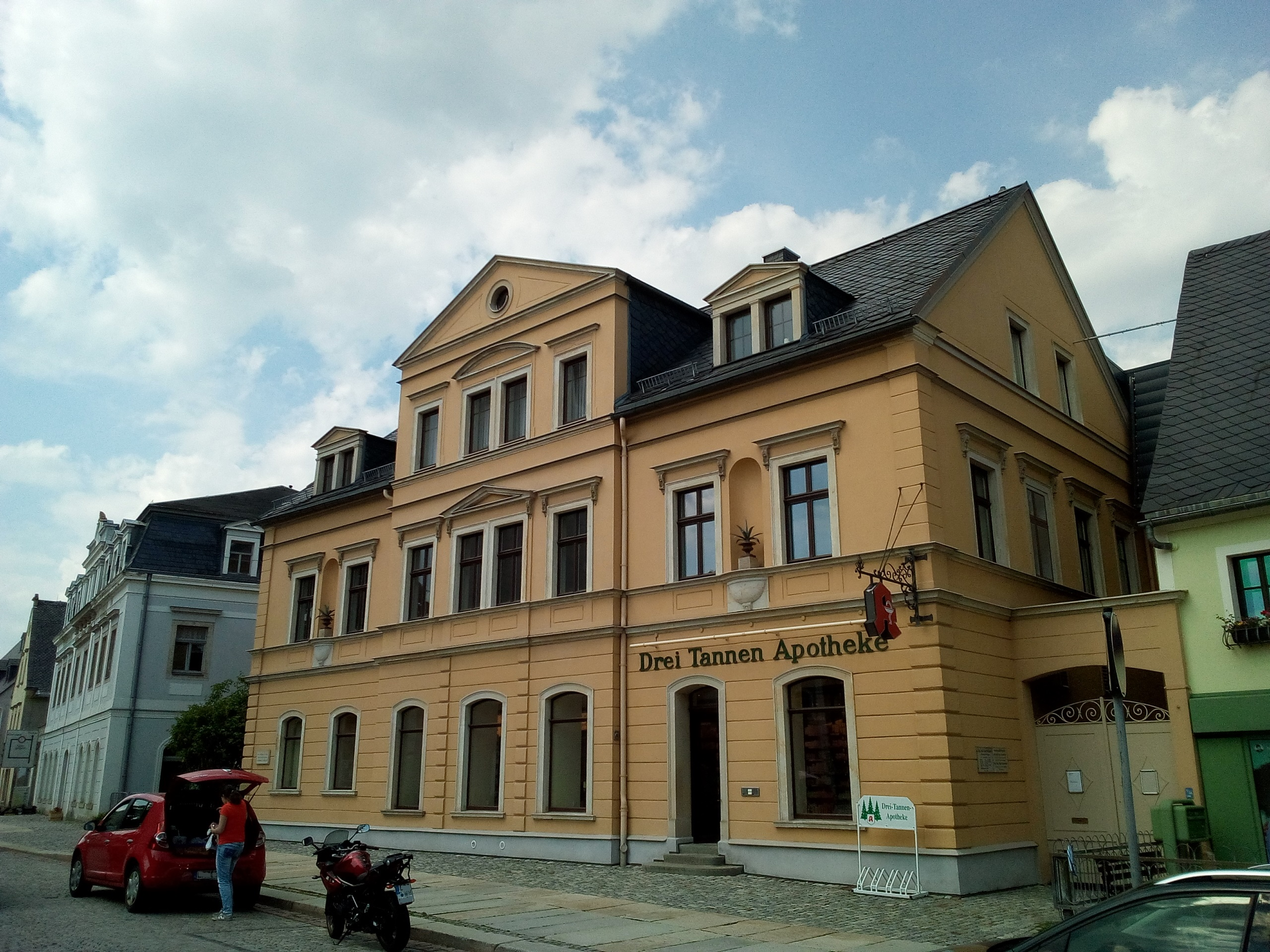
Geburtshaus von Hermann Kretzschmar in Olbernhau, Markt 14

Kretzschmar war der Sohn des Organisten und Kantors Karl Dankegott Kretzschmar (1794–1868). Er war ab 1862 Schüler der Kreuzschule in Dresden, wo er 1867/68 zweiter Präfekt des Dresdner Kreuzchores war. Im Anschluss studierte er bis 1870 Philologie an der Universität Leipzig sowie Musik am Leipziger Konservatorium und promovierte hier. Im Sommer 1868 wurde er Mitglied der Leipziger Universitäts-Sängerschaft zu St. Pauli (heute Deutsche Sängerschaft), deren Direktor er von 1887 bis 1898 war. Von 1871 war er als Lehrer für Theorie, Komposition, Klavier und Orgel am Konservatorium Leipzig tätig und wirkte als Dirigent für verschiedene Musikgesellschaften. 1876 wurde er Theaterkapellmeister in Metz und unternahm musikgeschichtliche Studienreisen nach England und Italien, von 1877 bis 1887 war er akademischer und städtischer Musikdirektor in Rostock. Von 1887 bis 1904 war er erneut in Leipzig als Universitätsmusikdirektor tätig. Von 1888 bis 1898 war er Dirigent des Riedelschen Gesangvereines. Im Jahr 1890 wurde er zum außerordentlichen Professor ernannt, er gründete 1890 die Leipziger Akademischen Konzerte, die er bis 1895 leitete. Hermann Kretzschmar war der erste Vorsitzende der im Jahre 1900 gegründeten Neuen Bachgesellschaft. 1904 wurde er als ordentlicher Professor der Musik an die Berliner Friedrich-Wilhelms-Universität berufen. Schüler von ihm waren unter anderem Arnold Schering und Adolf Aber.
Von 1907 bis 1922 war er Direktor des Königlichen Instituts für Kirchenmusik, wo sein Schüler Carl Thiel sein Nachfolger wurde. Hermann Kretzschmar wurde von 1909 bis 1920 Nachfolger von Joseph Joachim als Direktor der 1869 gegründeten Hochschule für Musik. Er war Geheimer Regierungsrat.
Kretzschmar war seit 1880 mit der britischen Pianistin Clara Meller (* 3. Februar 1855; † 6. Mai 1903) verheiratet.
Er starb 1924 im Stubenrauch-Krankenhaus in Berlin-Lichterfelde und wurde auf dem Evangelischen Kirchhof Nikolassee in Berlin beigesetzt.

## Wendell Kretzschmar bei Thomas Mann
Wendell Kretzschmar ist im Roman Doktor Faustus bei Thomas Mann der Lehrer von Adrian Leverkühn. Die Romanfigur Wendell Kretzschmar erinnert an Hermann Kretzschmar, der an der Universität Leipzig von 1887 bis 1890 dirigierte und Kompositionsunterricht erteilte. In dieser Zeit findet die Ausbildung der Romanfigur Adrian Leverkühn statt.

## Ehrungen
- 1937 wurde in Olbernhau ein Gedenkstein für ihn errichtet.
- Bronzebüste in der Aula des Instituts für Kirchenmusik der Universität der Künste Berlin
- Von 1992 bis 2014 wurde sein Grab als Ehrengrab des Landes Berlin geführt.

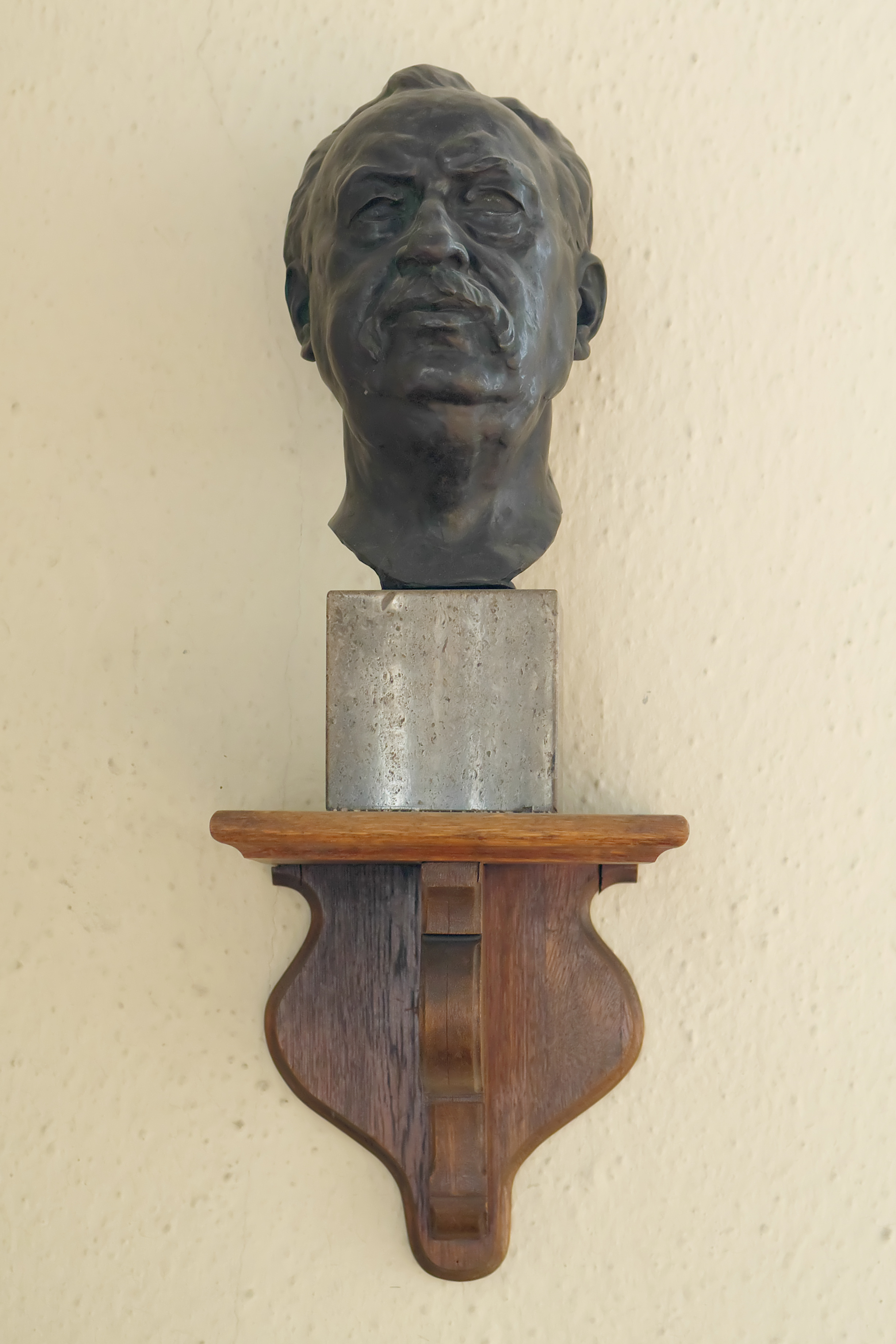
Bronzebüste im Institut für Kirchenmusik
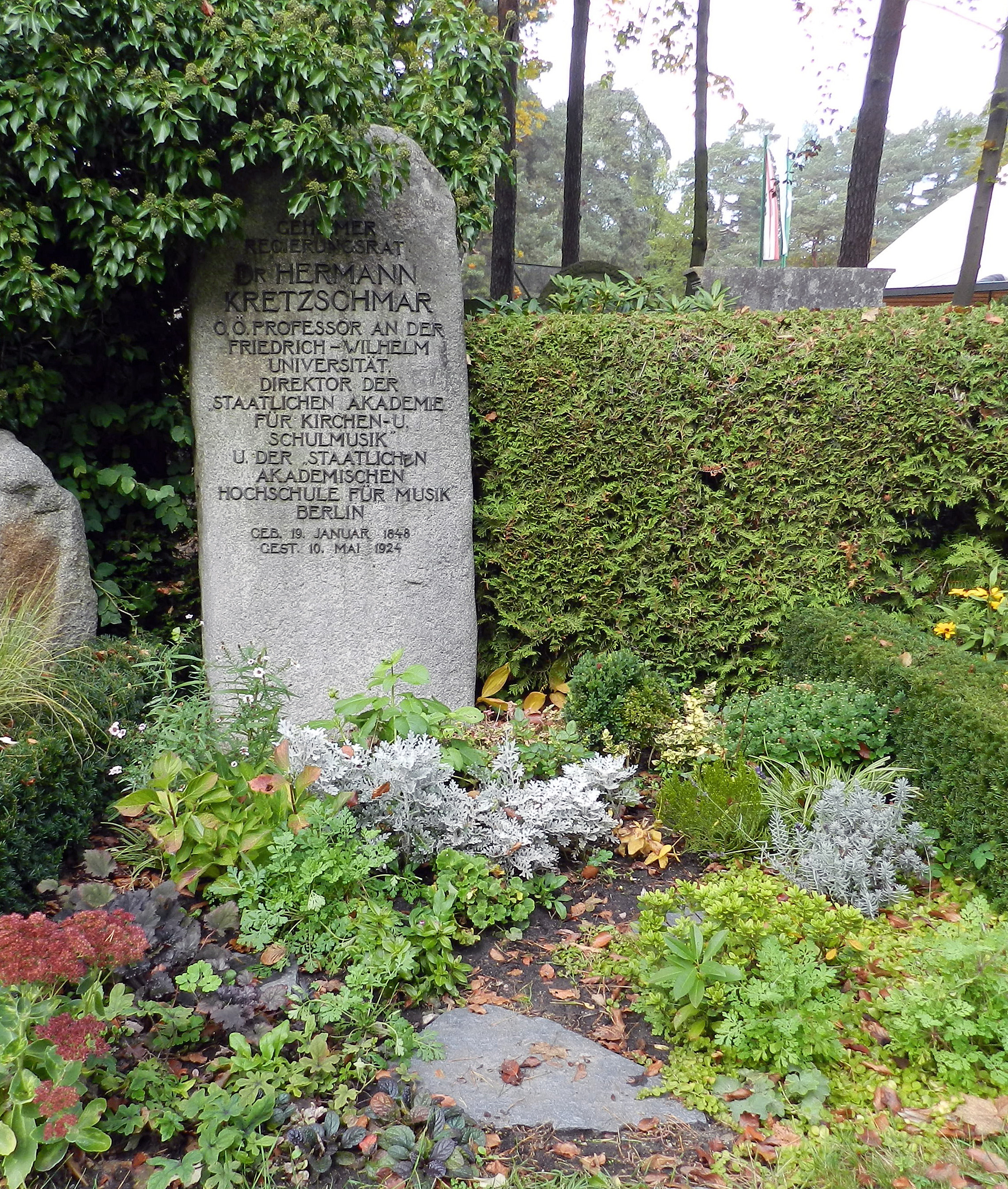
Kretzschmars Grab
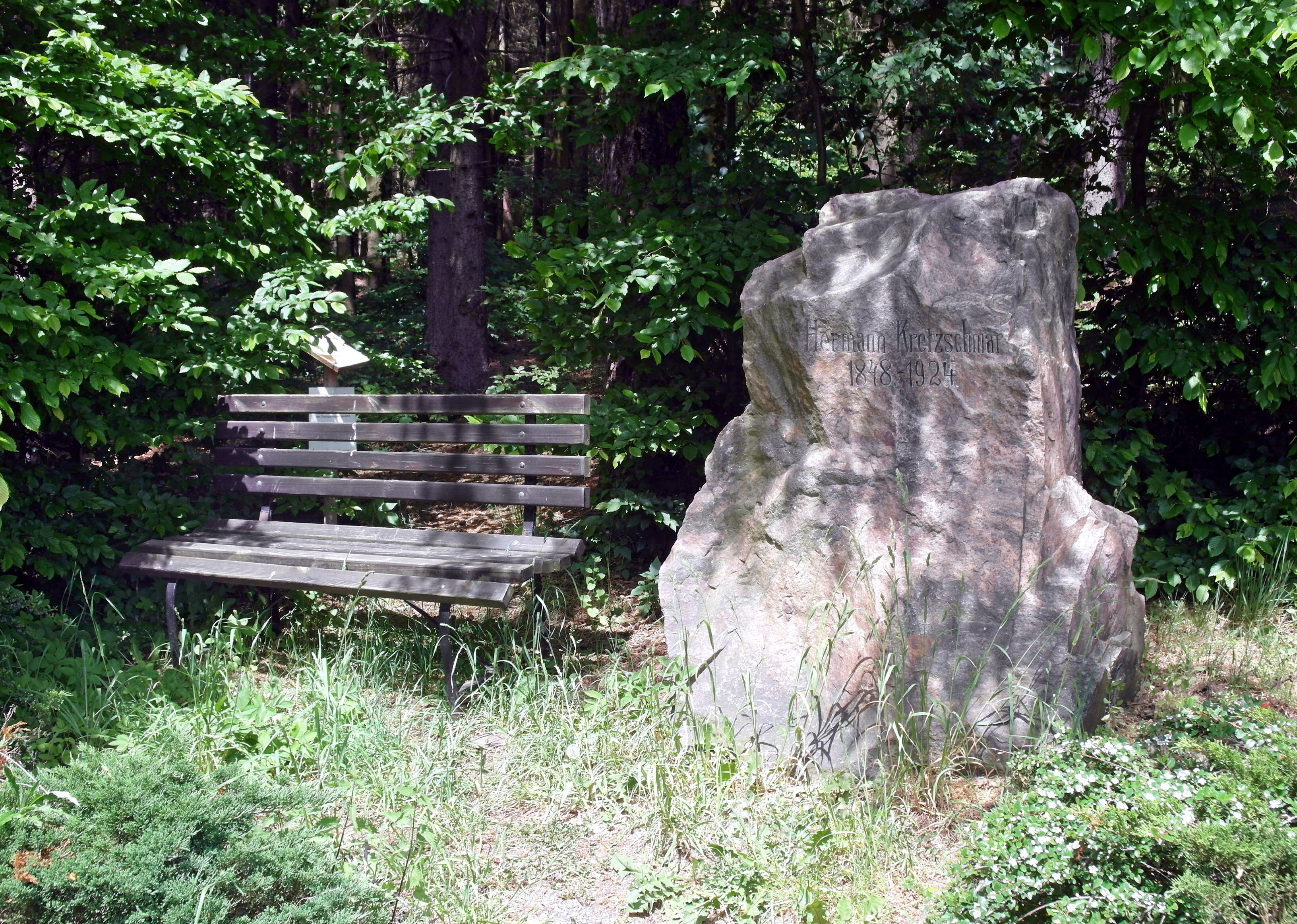
Gedenkstein in Olbernhau

## Werke
- Führer durch den Konzertsaal. Leipzig 1887–90.
- Anregung zur Förderung der musikalischen Hermeneutik. In: Jahrbuch der Musikbibliothek Peters. Band 9, 1902, S. 45–66.
- Neue Anregungen zur Förderung musikalischer Hermeneutik. In: Jahrbuch der Musikbibliothek Peters. Band 12, 1905, S. 73–86.
- Geschichte des Neuen deutschen Liedes. Leipzig 1911.
- Gesammelte Aufsätze über Musik und anderes. Zwei Bände. Leipzig 1911 (Nachdruck: Frankfurt am Main 1973).
- Geschichte der Oper. 1919.
- Einführung in die Musikgeschichte. 1920.